# Kathleen Morris
Pour les articles homonymes, voir Morris.
Kathleen Moir Morris, née le 2 décembre 1893 à Montréal et morte le 20 décembre 1986 à Rawdon est une artiste peintre canadienne. Elle était membre du Groupe de Beaver Hall.

## Biographie
Kathleen naît à Montréal le 2 décembre 1893. Elle la quatrième enfant et seule fille de Montague John Morris et Eliza Howard Bell. Dès un très jeune âge, elle est atteinte de paralysie cérébrale. Elle fait ses études à l'Art Association of Montreal avec William Brymner, et passe deux étés avec Maurice Cullen et Robert Pilot. Son père meurt en 1914, année où elle commence à exposer à la Royal Canadian Academy of Arts et à l'Art Association of Montreal. Elle rejoint le Groupe de Beaver Hall en 1921 et expose à l'Ontario Society of Artists. En 1922, elle part habiter avec sa mère à Ottawa. Eliza Bell est une femme engagée avec des opinions féministes tranchées et encourage sa fille dans sa quête artistique. Le cousin de sa mère, Robert Harris, suit lui aussi avec intérêt sa carrière. Même après la disparition du Beaver Hall Group en 1922, Kathleen Morris expose régulièrement à Ottawa. Elle revient vivre à Montréal en 1929. La même année, elle devient membre de l'Académie royale des arts du Canada. En 1930, l'artiste obtient une mention honorable à la Willingdon Arts Competition.
Kathleen Morris meurt le 20 décembre 1986 à Rawdon à l'âge de 93 ans.

## Œuvres
- L'attente, date inconnue, huile sur panneau de bois, 26.7 x 34.2 cm, Musée des beaux-arts du Canada, Ottawa[6]
- Charrette de bois, marché Saint-Roch, Québec, huile sur toile, 46,5 x 61,2 cm, Musée national des beaux-arts du Québec
- Pointe de Lévy, Québec, vers 1925, huile sur toile, 45.8 x 61.2 cm, Musée des beaux-arts du Canada, Ottawa[7]
- Dimanche matin, Berthier-en-Haut, vers 1927, huile sur panneau de bois, 26.3 x 35.5 cm, Musée des beaux-arts du Canada, Ottawa[8]
- Le marché, Ottawa, vers 1927, huile sur bois, 25.8 x 35.8 cm, Musée des beaux-arts du Canada, Ottawa[9]
- Scène de rue à Montréal (promenade en traîneau devant l'oratoire Saint-Joseph), vers 1929, huile sur panneau de bois, 26 x 34,3 cm, Musée national des beaux-arts du Québec, Québec[10]
- Côte du Beaver Hall, 1936, Musée Glenbow, Calgary

## Honneurs
- 1929 : Membre élue à l'Académie royale des arts du Canada[1]
- 1930 : Mention honorable, 2e Willingdon Arts Competition[1]

## Expositions

### Solo
- 1939 : Art Association of Montreal, Montréal, Québec.
- 1956 : Montreal Arts Club, Montréal, Québec.
- 1962 : Montreal Arts Club, Montréal, Québec.
- 1983 : Rétrospective, Agnes Etherington Art Centre, Université Queen's, Kingston, Ontario.

### Collectif
- 1923 : Salon du printemps, Art Association of Montreal, Montréal, Québec[11]
- 1924 : Salon du printemps, Art Association of Montreal, Montréal, Québec[12]
- 1924-1925 : Pavillon canadien des beaux-arts, British Empire Exhibition, Wembley, Angleterre
- 1925 : Première exposition Pan-Américaine
- 1927 : Salon du printemps, Art Association of Montreal, Montréal, Québec[13]
- 1927 : Exposition d'art canadien, Musée du Jeu de Paume, Paris, France.
- 1931 : L'art canadien, British Empire Trade Exhibition, Buenos Aires, Argentine.
- 1936 : Exposition itinérante d'art contemporain canadien dans les Dominions de l'Empire britannique.
- 1937 : Exposition de peintures, de dessins et de sculptures par des artistes de l'Empire britannique, Royal Institute Galleries, Londres, Angleterre.
- 1938 : Un siècle d'art canadien, Tate Gallery, Londres, Angleterre.
- 1939-1940 : Exposition universelle de New York, New York, États-Unis.
- 1944 : Pintura Canadense Contemporanea, Rio de Janeiro, Brésil.
- 1947 : Femmes artistes canadiennes, Riverside Museum, Glasgow, Écosse.
- 1948 : Contemporary Canadian Painting, Canadian Club, New York, États-Unis.

## Musées et collections publiques
- Musée national des beaux-arts du Québec[14]

- Musée des beaux-arts du Canada[15]
- Musée McCord
- Musée des beaux-arts de Montréal
- Ambassade du Canada en France
- Art Gallery of Hamilton
- Art Gallery of Greater Victoria
- Corcoran Gallery of Art
- Mackenzie King Museum